# Bezpieczeństwo regionalne na półkuli zachodniej
Organizacja Państw Amerykańskich (OPA) w ramach bezpieczeństwa regionalnego działa w trzech kierunkach: 
- promowanie demokratycznego porządku
- budowa zaufania między państwami członkowskimi
- walka z zagrożeniami transnarodowymi

Podczas Zgromadzenia Ogólnego w 1991 roku w Santiago państwa członkowskie OPA zwróciły uwagę na budowanie bezpieczeństwa kooperatywnego, czyli wzajemne współdziałanie we wspierających się strukturach bezpieczeństwa oraz równość i konsensus przy podejmowaniu decyzji dotyczących kwestii bezpieczeństwa.
Owocem działań OPA w ramach budowy zaufania między państwami są dwie poniższe umowy dotyczące broni konwencjonalnej. Obie umowy pomagają w zwalczaniu nielegalnego międzynarodowego handlu bronią, która napędza przemoc związaną z handlem narkotykami, terroryzmem oraz międzynarodową przestępczością zorganizowaną.

## Międzyamerykańska Konwencja Przeciwko Nielegalnej Produkcji i Handlowi Broni Palnej, Amunicji i Innych Związanych z tym Materiałów
Międzyamerykańska Konwencja Przeciwko Nielegalnej Produkcji i Handlowi Broni Palnej, Amunicji i Innych Związanych z tym Materiałów (ang. The Inter-American Convention Against the Illicit Manufacturing of and Trafficking in Firearms, Ammunition, Explosives, and Other Related Materials). Podpisana 14 listopada 1997 roku przez wszystkie państwa OPA z wyjątkiem Kuby. Początkowo ratyfikowana  przez 26 państw członkowskich, weszła w życie 1 lipca 1998 roku. Z dnia 5 lutego 2009 roku 29 członków OPA ratyfikowały umowę, a 4 inne państwa członkowskie (w tym Stany Zjednoczone) złożyły podpisy. Konwencji nie ratyfikowały USA, Kanada, Jamajka, Saint Vincent.
Jest to pierwszy traktat wielostronny stworzony aby zapobiegać, zwalczać oraz eliminować nielegalny międzynarodowy handel bronią palną, amunicją i materiałami wybuchowymi.

### Najważniejsze postanowienia
- wprowadzenie licencji na eksport, import oraz tranzyt

Strony umowy są zobowiązane do stworzenia systemu licencjonowania i wydawania zezwoleń na eksport, import i tranzyt broni palnej, amunicji oraz materiałów wybuchowych. Strony nie mogą zezwolić na wywóz broni palnej ze swojego terytorium bądź na tranzyt przez ich granice bez odpowiedniej licencji.
- znakowanie broni palnej

Aby poprawić zdolność śledzenia nielegalnej broni palnej, strony mają obowiązek w czasie produkcji znakować broń palną wraz z nazwą producenta, miejscem produkcji i numerem seryjny
- kryminalizacja nielegalnego handlu i produkcji

Strony, które jeszcze tego nie uczyniły, są zobowiązane do przyjęcia przepisów ustawowych i wykonawczych kryminalizacji nielegalnego wytwarzania i obrotu bronią palną, amunicją, materiałami wybuchowymi oraz materiałów pokrewnych.
- wymiana informacji

Zgodnie z prawem krajowym, strony będą wymieniać informacje na temat praktyk legislacyjnych i innych krajowych środków zwalczania nielegalnego handlu oraz technik wykorzystywanych do zwalczania prania pieniędzy pochodzących z nielegalnych transferów.
- międzynarodowa koordynacja działań

Strony zgadzają się współpracować ze sobą w wysiłku zmierzającym do wyeliminowania nielegalnego handlu bronią.
- współpraca organów ścigania

Traktat przewiduje współpracę pomiędzy stronami w różnych dziedzinach egzekwowania prawa, takich jak ekstradycji, wzajemnej pomocy prawnej, konfiskaty, i kar pieniężnych.
- pomoc techniczna i szkolenia

Strony zgadzają się współpracować w celu zapewnienia odpowiedniego szkolenia w takich dziedzinach, jak identyfikacji i śledzenia oraz gromadzenia informacji.
- komitet konsultacyjny

Strony zobowiązały się do corocznych spotkań w celu wymiany informacji.

## Międzyamerykańska Konwencja o Przejrzystości w Zakupach Broni Konwencjonalnej
Międzyamerykańska Konwencja o Przejrzystości w Zakupach Broni Konwencjonalnej (ang. Inter-American Convention on Transparency in Conventional Weapons Acquisitions). Podpisana 7 czerwca 1999 roku przez 20 państw OPA (łącznie z najważniejszymi eksporterami i inporterami broni konwencjonalnej na półkuli zachodniej). Dokument wszedł w życie 21 listopada 2002 roku, chociaż ratyfikowało go do tej pory tylko 16 państw: Argentyna, Brazylia, Barbados, Kanada, Chile, Kostaryka, Republika Dominikany, Ekwador, Gwatemala, Meksyk, Nikaragua, Paragwaj, Peru, Salwador, Urugwaj, Wenezuela.
Konwencja nakłada dwa zestawy wymagań dotyczących Stron Konwencji. Po pierwsze, każda państwo członkowskie ma obowiązek przekazać coroczne sprawozdanie do OPA, w którym mają znajdować się informacje na temat jego importu i eksportu broni konwencjonalnej objętych konwencją, które są identyczne do tych objętych przez rejestr broni konwencjonalnej ONZ.
Po drugie, każde państwo członkowskie jest zobowiązane do zawiadomienia o nabyciu określonych broni konwencjonalnych, czy w drodze importu lub produkcji krajowej, w terminie 90 dni od daty ich włączenia do sił zbrojnych.
W ostatnich latach postęp w dziedzinie tworzenia i promocji środków budowy zaufania i bezpieczeństwa umocniły stosunki międzynarodowe oraz zmniejszyły napięcia na półkuli zachodniej.
Międzyamerykańska Konwencja stanowi kolejny krok w tym procesie. Kraje regionu będą mogły lepiej ocenić ich sytuację bezpieczeństwa w środowisku, które pozwala na utrzymanie i modernizacje sił obronnych bez wywoływania podejrzeń, które mogłyby doprowadzić do wyścigu zbrojeń.
Co najważniejsze, przestrzeganie konwencji przez  państwa członkowskie OPA przyczyni się do dalszego wzmacniania atmosfery zaufania  i poczucia bezpieczeństwa.